# مثالية
في الفلسفة، المثالية هي المجموعة المتنوعة من الفلسفات الميتافيزيقية التي تؤكد أن «الواقع» بطريقة أو بأخرى لا يمكن تمييزه أو فصله عن الفهم و/أو الإدراك البشري؛ إنه بشكل ما مجبول في العقل، أو مرتبط ارتباطًا وثيقًا بالأفكار. وفقًا لإيمانويل كانت، أحد رواد الفكر المثالي الحديث، «لا تُعنى المثالية بوجود الأشياء» لكنها تؤكد فقط أن «أنماط تمثيلنا» لها، فوق كل زمان ومكان، ليست «قرارات تعود إلى الأشياء في حد ذاتها»، بل سمات أساسية لعقولنا الخاصة. أطلق على هذا الحيز اسم المثالية «المتعالية» و«النقدية»، باعتبار أنها تصف الطريقة التي يتعالى فيها «الواقع» كليًا، ولا يمكن التفكير فيه بصورة منفصلة عن المقولات التي جُبلت معه في الفهم البشري وعن طريقه.
أمّا من ناحيةِ التعريف فهي كمالُ الأوصاف وَالأمداح، بمعنى خلوها من أي نقطة ضعف. عادةً ما تكون ناتجة عن عمل جماعي، في حين العمل الفردي هو أقل عرضة للمثالية، فمثلاً الشركات تنتج أحياناً عملا مثالياً.
من ناحية نظرية المعرفة (الإبستمولوجيا)، تظهر المثالية بصفتها شكوكية بالنسبة لإمكانية معرفة أي شيء مستقل عن العقل. على نقيض المادية، تشدد المثالية على أسبقية الوعي بصفته أصل الظواهر وشرط وجودها. ترى المثالية الوعي أو العقل «أصل» العالم المادي –بمعنى أنه شرط ضروري لافتراضنا عالمًا ماديًا– وتهدف إلى شرح العالم الموجود وفقًا لهذه المبادئ.
في الثقافة الأنجلوأمريكية، تنقسم النظريات المثالية بصورة أساسية إلى مجموعتين. تتخذ المثالية الذاتية نقطة بداية لها الحقيقة الواقعة القائلة إن الوعي البشري يرى العالم الموجود بصفته مزيجًا من الشعور. تفترض المثالية الموضوعية وجود وعي موضوعي ما موجود من قبل وبصورة أو بأخرى بشكل مستقل عن نظائره عند البشر. من ناحية علم الاجتماع، توضح المثالية كيف تشكل الأفكار البشرية –خصوصًا المعتقدات والقيم– المجتمع. كمدرسة أنطولوجية، تذهب المثالية أبعد من ذلك، إذ تؤكد أن كل الكيانات مؤلفة من عقل أو نفس، ومن ثم ترفض المثالية تلك النظريات الفيزيائية والثنائية التي تفشل في إرجاع الأسبقية إلى العقل.
إن أقدم الحجج الباقية التي تقول إن عالم التجربة قائم على العقل مستمدة من الهند واليونان. قدّم المثاليون الهنديون والأفلاطونيون المحدثون اليونانيون حججًا حول وحدة الوجود عن وعي كلي واسع يشكل أساس الواقع أو حقيقة طبيعته. على نقيض ذلك، بنت مدرسة يوغاكارا، التي نشأت ضمن البوذية الماهايانية في الهند في القرن الرابع الميلادي، مثالية «العقل فقط» خاصتها على امتداد أكبر من تحليل علم الظواهر للتجربة الشخصية. تحول هذا نحو التجريبيين المثاليين الذاتيين مثل جورج بيركلي، الذي أعاد إحياء المثالية في القرن الثامن عشر في أوروبا عبر توظيف حجج شكوكية ضد المادية. بدءًا من إيمانويل كانت، هيمن المثاليون الألمان مثل جورج فيلهلم فريدريش هيغل، ويوهان غوتليب فيشته، وفريدريك فيلهلم يوزف شيلن، وآرثر شوبنهاور، على فلسفة القرن التاسع عشر. وُلد من رحم هذه الطريقة، التي شددت على الشخصية العقلية أو «المثالية» لكل الظواهر، مدارس مثالية وذاتية تتراوح بين المثالية البريطانية إلى الظاهراتية إلى الوجودية.

يعتمد علم الظواهر، وهو سلالة فلسفية نافذة منذ بداية القرن العشرين، على دروس المثالية أيضًا. هناك مقولة شهيرة لمارتين هايدغر من كتابه الوجود والزمان:
«إذا كان مصطلح المثالية يرقى إلى الاعتراف بأن الوجود لا يمكن تفسيره عبر الكائنات أبدًا، بل على العكس، دائمًا ما يكون المتعاليَ في علاقته بأي منها، فإن الإمكانية الحقة الوحيدة للمعضلات الفلسفية تكمن في المثالية. في تلك الحالة، لم يكن كانت مثاليًا أكثر من أرسطو. إذا كانت المثالية تعني اختزال كل الكائنات إلى جوهر أو وعي، متميز ببقائه غير محدد في وجوده الخاص، ويتسم سلبيًا في النهاية بأنه «غير شيئي»، فإن المثالية ليست أقل سذاجة منهجية من الواقعية الغليظة».
تعرضت المثالية بوصفها فلسفة إلى هجوم ضارٍ في الغرب في نهاية القرن العشرين. كان جورج إدوارد مور وبيرتراند راسل من أكثر النقاد نفوذًا من كلتا المثاليتين الإبستمولوجية والأنطولوجية، لكن كان من بين نقادها واقعيون محدثون أيضًا. وفقًا لموسوعة ستانفورد للفلسفة، كانت انتقادات مور وراسل مؤثرًة جدًا إلى درجة أنه بعد أكثر من مئة سنة منها «يُنظر إلى أي إقرار بميول مثالية في العالم الناطق بالإنجليزية بتحفظ». مع ذلك، بقي للعديد من جوانب المثالية ونماذجها تأثير كبير على الفلسفة اللاحقة.

## تعاريف
المثالية مصطلح يحمل العديد من المعاني المرتبطة به. يأتي المصطلح من كلمة فكرة من الأصل الإغريقي إيدين idein، ويعني «إدراك». دخل المصطلح اللغة الإنجليزية بحلول عام 1743. في استخدامه العادي، كما هو الحال عند الحديث عن المثالية السياسية لِوودرو ويلسون، يشير عمومًا إلى أولوية المثُل العليا، والمبادئ، والقيم، والغايات عبر الحقائق الملموسة. يُفهم عن المثاليين أنهم يصفون العالم كما يمكن له أو يجب عليه أن يكون، على عكس البراغماتيين، الذين يركزون على العالم كما هو في الوقت الحاضر. من ناحية الفنون، بنفس الطريقة، تركز المثالية على المخيلة ومحاولات إدراك المدلول العقلي للجمال معيارًا للكمال، جنبًا إلى جنب مع الطبيعانية الجمالية والواقعية.
يمكن تسمية أي فلسفة تولي أهمية حاسمة للعالم الروحي أو المثالي في ما يخص الوجود البشري «مثالية». إن المثالية الميتافيزيقية مدرسة أنطولوجية ترى أن الواقع نفسه غير مادي أو تجريبي في جوهره. علاوة على ذلك، يختلف المثاليون حول أي الجوانب العقلية أكثر أساسيةً. تؤكد المثالية الأفلاطونية أن الأفكار المجردة أكثر أساسية بالنسبة للواقع من الأشياء التي ندركها، بينما يميل المثاليون الذاتيون والظاهراتيون إلى تفضيل التجربة الشعورية على التفكير المجرد. ترى المثالية الإبستمولوجية أن الواقع لا يمكن معرفته إلا بالأفكار، وأن التجربة النفسية هي الوحيدة التي يمكن للعقل إدراكها.
إن المثاليين الذاتيين مثل جورج بيكرلي لا واقعيون في ما يتعلق بعالم مستقل عن العقل، في حين أن المثاليين المتعالين مثل إيمانويل كانت يشككون بقوة في عالم كهذا، ويشددون على المثالية الإبستمولوجية لا الميتافيزيقية. بناء على ذلك، يعرّف كانت المثالية بأنها «التشديد على أننا لا يمكن أن نكون متيقنين حول ما إذا كانت كل تجربتنا الخارجية المُفترضة تخيلٌ مجرد». وادعى، وفقًا للمثالية، أن «حقيقة الأجسام الخارجية لا تُقر بإثبات صارم. وعلى عكس ذلك، حقيقة غاية إحساسنا الداخلي (أنا والحالة) واضحة مباشرة عبر الوعي». مع ذلك، لا يقيد جميع المثاليون ما هو حقيقي أو يمكن معرفته بتجربتنا الذاتية المباشرة. يطالب الذاتيون الموضوعيون بعالم فوق تجريبي، لكنهم ينكرون ببساطة أن يكون هذا العالم منفصل جوهريًا عن العقل أو يسبقه أنطولوجيًا. ومن ثم يشدد أفلاطون وغوتفريد لايبنتس على واقع موضوعي وقابل للمعرفة يسمو فوق إدراكنا الذاتي –رفضٌ للمثالية الإبستمولوجية– لكن يقترحان أن الواقع هذا يقوم على كيانات مثالية، شكل من أشكال المثالية الميتافيزيقية. لا يتفق جميع المثاليين الميتافيزيقيين على طبيعة المثالي؛ بالنسبة لأفلاطون، الكيانات الأولية كانت أشكالًا مجردة غير عقلية، بينما يرى لايبنتس أنها كانت جواهرَ أفرادًا محسوسة وذات عقل أولي.

## أشكال وأنواع المثالية
هناك شكلين للمثالية:
1. شكل أول يحاول أن يعيد الوجود إلى الفكر الفردي ويسمى أحيانا «االذاتية».
2. شكل آخر يحاول أن يقصر الوجود على الفكر بشكل عام.

كما يميز عادة بين عدة أنواع من المذاهب المثالية:
- المثالية الواقعية أو الانتولوجية (أفلاطون): وهي تؤكد على وجود عالم بذاته من المثل يقع خارج فكر البشر والأشياء.
- المثالية اللامادية (بركلي): وهي لا تعترف بوجود الحقيقة الخارجية وتعتبر أن الموجودات المادية لا وجود لها في الواقع بل في تمثلاتنا الذهنية عنها وهذه الأخيرة نتلقاها من الفكر الإلهي مباشرة عبر الأشياء. (الوجود هو الوجود المدرك).
- المثالية المتعالية أو النسبية (كانط): ترى أن كل ما نعرفه عن العالم، من مفاهيم وحدوس، هو إنتاج محض للفكر. ويقول كانط: « إن ما أسميه مثالية متعالية للظواهر هو مذهب يعتبر أن هذه الظواهر هي تمثلات ذهنية وليست أشياء بذاتها لأن معرفة الأشياء بذاتها أمر غير ممكن»
- المثالية الذاتية (فيشته): وتقدم على أنها فلسفة الأنا. إنها «مثالية» لأنها تجعل من المثال مبدأ للوجود. و«ذاتية» لأنها تضع هذا المثال في الذات الأخلاقية المطلقة. أي أنها ترد حقيقة العالم الخارجي إلى التمثلات الفردية.
- المثالية الموضوعية (شلنغ): ترد كل الظواهر المتعلقة بالوعي إلى نظام مطلق سابق على وجود الإنسان.
- المثالية المطلقة (هيغل): تماثل بين الفكر والواقع "فكل ما هو عقلي واقعي وكل ما هو واقعي عقلي[15]" وترى أن العقل عبر تطوره الخاص به يعبر عن تطور الواقع.
- المثالية الفعلية (جيوفاني جنتيلي): ترى أن ليس ما هو فكري واقعي فقط بل فعل التفكير أيضا.[16]
- (هوسرل): ترد معرفة واكتشاف جواهر الأشياء والمفاهيم إلى الحدس. فالتجربة لا تصلح إلا لإيضاح طبيعة هذه الجواهر.

إن أنواع المثالية المذكورة آنفا هي عينه من المفاهيم المثالية كما استخدمت في مجالي الفلسفة والميتافيزيقا. لكن استخدام هذه المفاهيم لم يقتصر على هذين المجالين فقط بل تعداهما إلى مجالات أخرى كعلم الجمال والأخلاق والسياسة وغيرها. ففي علم الجمال، استخدم المفهوم المثالي لكي يعبر عن رفض إعادة إنتاج الأشياء والطبيعة كما هي منطلقا من أن الفن يجب أن يرتكز على مفوم للجمال بداءة. وفي مجال الأخلاق يؤكد هذا المفهوم على أن إصلاح ما فسد في طبيعة المجتمعات يجب أن ينطلق من مبادئ فكرية عامة وسامية تشكل مثالا للأفراد وعدم الرضوخ لسحر الأشياء المادية وبريقها. أما في السياسة، فقد ارتبط المفهوم المثالي بتصور أشكال من التنظيم السياسي للمجتمعات غير قابلة للتطبيق كجمهورية أفلاطون أو المدينة الفاضلة لأفلاطون أو «يوتوبيا» توماس مور كما استخدمت كلمة مثالية في السياسة لتدل على معنيين متناقضين:
- معنى سلبي: لوصف رجل سياسي بعدم الواقعية فيما يطمح إلى تحقيقه.
- معنى إيجابي: للدلالة على الفكرة أو المثل الأعلى الذي يحركه، ويوجه سلوكه.

هذا وتأخذ المذاهب المادية، وخصوصا الماركسية منها، على المذهب المثالي عدم واقعيته وإغفاله للتناقضات المادية التي تحرك المجتمعات وتحدد صيرورتها.

## للاستزادة
- الواقعية
- هيجل أو المثالية المطلقة، زكريا إبراهيم، مكتبة مصر للمطبوعات، 1998
- المادية والمثالية في فلسفة ابن رشد، محمد عمارة مصطفى، دار المعارف، 1998
- رواد المثالية في الفلسفة الغربية، د. عثمان أمين، دار الثقافة للنشر والتوزيع، 1998
- ديالكتيك العلاقة المعقدة بين المثالية والمادية، عزيز السيد جاسم، دار النهار للنشر، 1982
- طبيعة الوجود في الفلسفة المثالية عند ماكتجارت، د. محمد توفيق الضوي، دار الوفاء لدنيا الطباعة والنشر، 1905